# Pierre-Louis-Charles de Belleyme
Pierre-Louis-Charles de Belleyme (3 mai 1814 à Paris - 20 mars 1871 à Paris) est un homme politique français.

## Biographie
Fils aîné de Louis-Marie de Belleyme et d'Amélie Guyot de Villeneuve, il suit la carrière de la magistrature, devient juge au tribunal de la Seine.
Le 20 septembre 1845, il est élu député du 3e collège de Loir-et-Cher, en remplacement de Raguet-Lépine, nommé pair de France.
Debelleyme s'était engagé par écrit à voter avec l'opposition ; il tient parole, et se prononce notamment pour la proposition relative à la réduction du nombre des députés fonctionnaires.
Marié à Augustine Bessirard de La Touche, il est le père d'Auguste de Belleyme.

## Sources
- « Pierre-Louis-Charles de Belleyme », dans Adolphe Robert et Gaston Cougny, Dictionnaire des parlementaires français, Edgar Bourloton, 1889-1891 [détail de l’édition]